# Stadtbezirk Innenstadt-Nord (Dortmund)
Der Stadtbezirk Innenstadt-Nord ist der nördliche Innenstadtbezirk in Dortmund, der auch Nordstadt genannt wird. Die Dortmunder Nordstadt gilt mit ihren 61.660 Einwohnern und einer hohen Bevölkerungsdichte als multikultureller Schmelztiegel und als größtes zusammenhängendes Gründerzeitviertel Nordrhein-Westfalens.
Durch die günstigen Mieten und die Nähe zur Innenstadt werden Teilbereiche der Nordstadt vermehrt von Studenten, Freischaffenden, Künstlern und Kreativunternehmern als Wohn- und Arbeitsstandort gewählt. Durch das sich ausweitende gastronomische Angebot und die Ansiedlung von Kreativunternehmen wird z. B. das Viertel rund um den Hafen gelegentlich als Szeneviertel im Ruhrgebiet mit sich abzeichnenden Gentrifizierungsprozessen bezeichnet. Es befinden sich zahlreiche Parks und Spielplätze im Stadtbezirk, wie der Fredenbaumpark oder der Blücherpark.
Der Stadtbezirk ist in die statistischen Bezirke Hafen, Nordmarkt und Borsigplatz unterteilt.

## Statistik
Zum 31. Dezember 2024 lebten 61.660 Einwohner im Stadtbezirk Innenstadt-Nord.
Struktur der Bevölkerung (31. Dezember 2024):
- Bevölkerungsanteil der unter 18-Jährigen: 23,4 % [Dortmunder Durchschnitt: 17,0 % (2023)]
- Bevölkerungsanteil der mindestens 65-Jährigen: 10,2 % [Dortmunder Durchschnitt: 20,2 % (2023)]
- Ausländeranteil: 58,8 % [Dortmunder Durchschnitt: 22,3 %]
- Arbeitslosenquote: 19,3 % [Dortmunder Durchschnitt: 9,8 % (2018)][8]

Der Anteil der Bevölkerung mit Migrationshintergrund lag im Jahr 2024 bei ca. 80,3 %.

### Bevölkerungsentwicklung
| Jahr | Einwohner |
| ---- | --------- |
| 1998 | 58.505    |
| 2003 | 55.149    |
| 2007 | 53.826    |
| 2011 | 52.893    |
| 2012 | 53.164    |
| 2013 | 54.992    |
| 2014 | 57.504    |
| 2015 | 59.016    |
| 2016 | 59.649    |
| 2017 | 59.479    |
| 2018 | 59.502    |
| 2019 | 59.604    |
| 2020 | 59.380    |
| 2021 | 59.263    |
| 2022 | 60.641    |
| 2023 | 61.065    |
| 2024 | 61.660    |

Quellen: 

## Geschichte

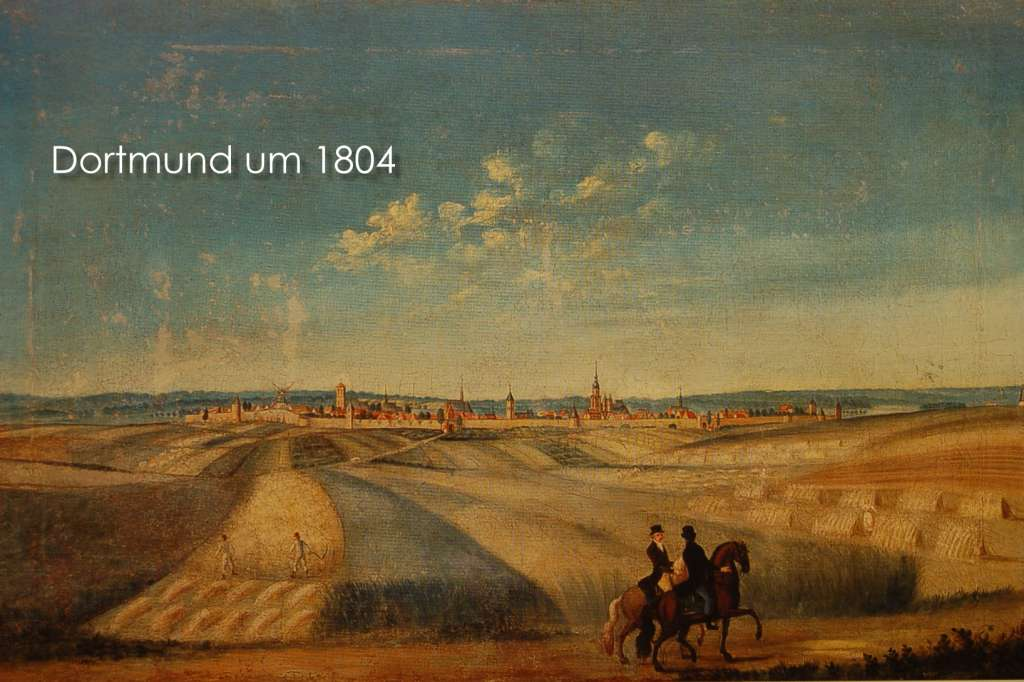
Das Gebiet der Nordstadt im Jahr 1804

### Bis ins 19. Jahrhundert
Im Mittelalter  und der Neuzeit bis 1840 war das heutige Gebiet der Nordstadt vor den Stadttoren der freien Reichs- und Hansestadt Dortmund eine Landschaft mit ausgedehnten Wiesen, Feldern und den bäuerlichen Gemeinschaftswäldern Oester-, Burg- und Westerholz.

### 19. Jahrhundert

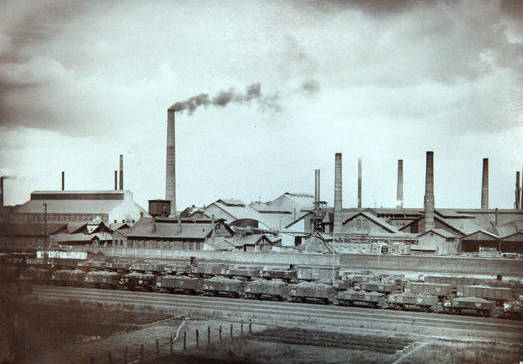
Das Gebiet der Westfalenhütte 1895

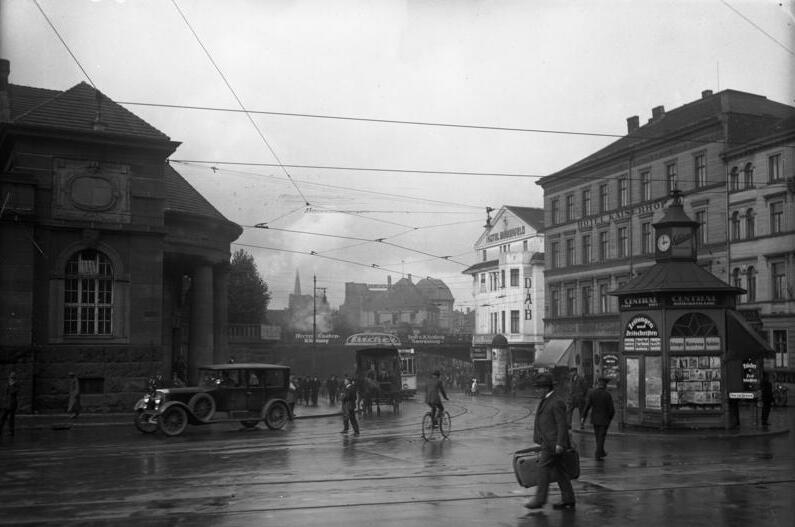
Bahnübergang am Burgtor zur Münsterstraße 1924

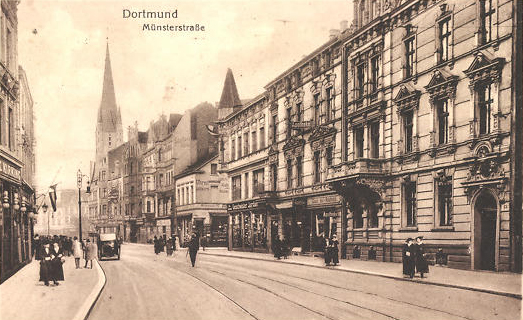
Münsterstraße während der Industrialisierung

Die Geschichte der Dortmunder Nordstadt begann mit der Eröffnung der Cöln-Mindener Eisenbahn im Jahre 1847. Als 1843 die Köln-Mindener Eisenbahngesellschaft den Bau einer Eisenbahnlinie von Köln über Lünen nach Minden beauftragt wurde, konnte der Dortmunder Magistrat Hansmann die Gesellschaft für eine Trassenverlegung über Dortmund gewinnen, indem er den Investoren 9.000 Taler und 52 Hektar Land an der nördlichen Stadtmauer schenkte. Ab 1847 nahm die Eisenbahn ihren Betrieb von Duisburg über Dortmund nach Minden auf. Zwei Jahre später kam die Bergisch-Märkische Eisenbahnlinie hinzu, beide Bahnen beschäftigen 1857 fast 1.200 Menschen in Dortmund.
Aufgrund des hohen Bedarfs an Steinkohle für die Betriebswagen der Eisenbahnen begann die Aktiengesellschaft Vereinigte Westphalia nördlich der Bahntrasse mit dem Abteufen eines ersten Förderschachtes. Neben der Zeche Westphalia siedelte sich ab 1856 die Dortmunder Bergbau- und Hütten-AG mit einem Puddelwerk und einer Gießerei an. In kürzester Zeit entwickelte sich nördlich der Dortmunder Innenstadt die Union, als Zusammenschluss der Kohle und Stahlproduktion.
Im Rahmen des Eisenbahnbaus und der beginnenden Industrialisierung siedelten primär osteuropäische Arbeiter aus den damaligen Ostgebieten Preußens (Ost- und Westpreußen, Posen, Pommern, Schlesien) zunächst in Baracken nördlich der Eisenbahnlinie. Ein naher Teich wurde durch Abwässer so stark verunreinigt, dass der Volksmund ihn Schwarzes Meer nannte. Die Gegend entlang des Teiches heißt seitdem Krim (heute Krimstr.), benannt nach der großen Halbinsel im Schwarzen Meer. Rund um den Bahnhof bildete sich eine wuchernde Vorstadt mit morastigen Wegen, Baracken und fehlender Kanalisation und katastrophalen hygienischen Bedingungen.

Ansichtskarte Steinplatz und Steinstraße (Postlauf 1914)

Aufgrund der prekären Verhältnisse, wurde ab 1858 durch den Stadtbaumeister Ludwig ein rechtwinkliges Straßennetz mit Schmuckplätzen (Steinplatz, Nordmarkt, Borsigplatz) in der Dortmunder Nordstadt geplant und errichtet. Der Arbeiterwohnungsbau von Zechen und Stahlwerken läuft zunächst jedoch eher verhalten; 1871 entsteht die Unionvorstadt, eine Werkssiedlung des Stahlwerkes Union nordwestlich des alten Hafenamtes (im September 1961 abgerissen). Die Hoesch-Stahlwerke errichten bis 1876 einen nennenswerten Wohnungsbestand am Borsigplatz. Viele Dortmunder Handwerker und Bürger ließen entlang der angelegten Straßen und Plätze jedoch Mietshäuser meist als Anlageobjekte bauen. Insgesamt entstand in dieser Zeit eine Art „Goldgräberstimmung“ mit großen Grundstücksspekulanten und exorbitanten Renditemöglichkeiten aufgrund emporschnellender Grundstückspreise. Als Gegenmaßnahme gründete sich hierzu 1893 der Spar- und Bauverein eG Dortmund (heute bekannt u. a. durch das Concordia-Haus am Borsigplatz), welcher ab ca. 1903 mit Karree-Bebauungen in großem Stile, insbesondere am Borsigplatz und in der Wambeler Straße entgegentratet. Die Dortmunder Gemeinnützige Wohnungsgesellschaft DoGeWo folgte nach ihrer Gründung 1918 ebenfalls mit größeren Projekten, insbesondere an der Uhland-, Franz-Liszt- und Grisarstraße.

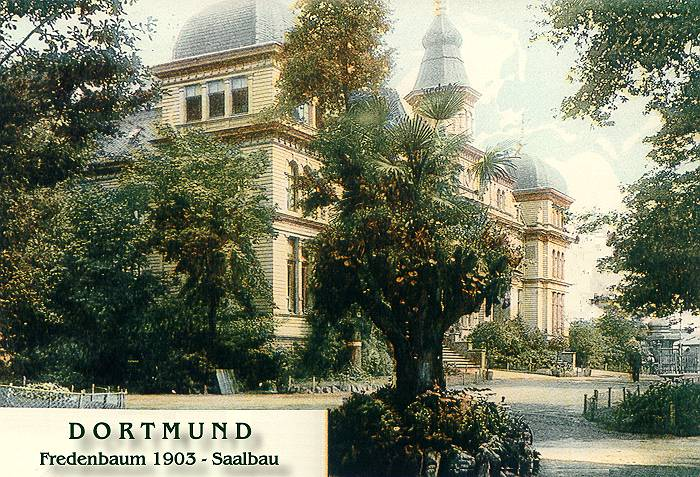
Saalbau Fredenbaum im Lunapark

Mit dem Ausbau der Westfalenhütte durch Leopold Hoesch strömten weitere Arbeiter in die Stadt; das Hoesch-Wohnviertel rund um den Borsigplatz wurde erbaut. Im Zuge der emporschnellende Zahl evangelischer Christen in der Nordstadt führt dies zur Gründung neuer Kirchengemeinden und Sakralbauten: Paulus (1894), Johannes (1896) und Luther (1907). Den römisch-katholischen Gemeinden ging es ähnlich. Sie wurden von großen Innenstadtgemeinden abgepfarrt: Joseph (1891), Dreifaltigkeit (1900), St.-Aposteln (1902), St. Antonius (1908) und St. Michael (1914).
Die Errichtung des Dortmunder Hafens am Dortmund-Ems-Kanal begann 1895 am nördlichen Rand des damaligen Stadtgebietes von Dortmund auf dem Areal der Unionvorstadt, einer Werkssiedlung des Montankonzerns Dortmunder Union, wodurch die Siedlung aus 40 Gebäuden zu einer Wohnenklave mitten im Hafengelände wurde. Die Eröffnung des Dortmunder Hafens 1899 durch Kaiser Wilhelm II. gilt als weiterer Meilenstein der Entwicklung der Nordstadt.
Ihre heutige städtebauliche Gestalt nahm die Nordstadt in den Jahren 1890–1913 an. Es entstanden – neben den reinen Wohnquartieren – das Amüsierviertel rund um den Steinplatz mit Stehbierhallen, sowie die Parkanlagen (Fredenbaumpark und Hoeschpark) zur Erholung der städtischen Bevölkerung.

### Zwischen 1900 und 1933

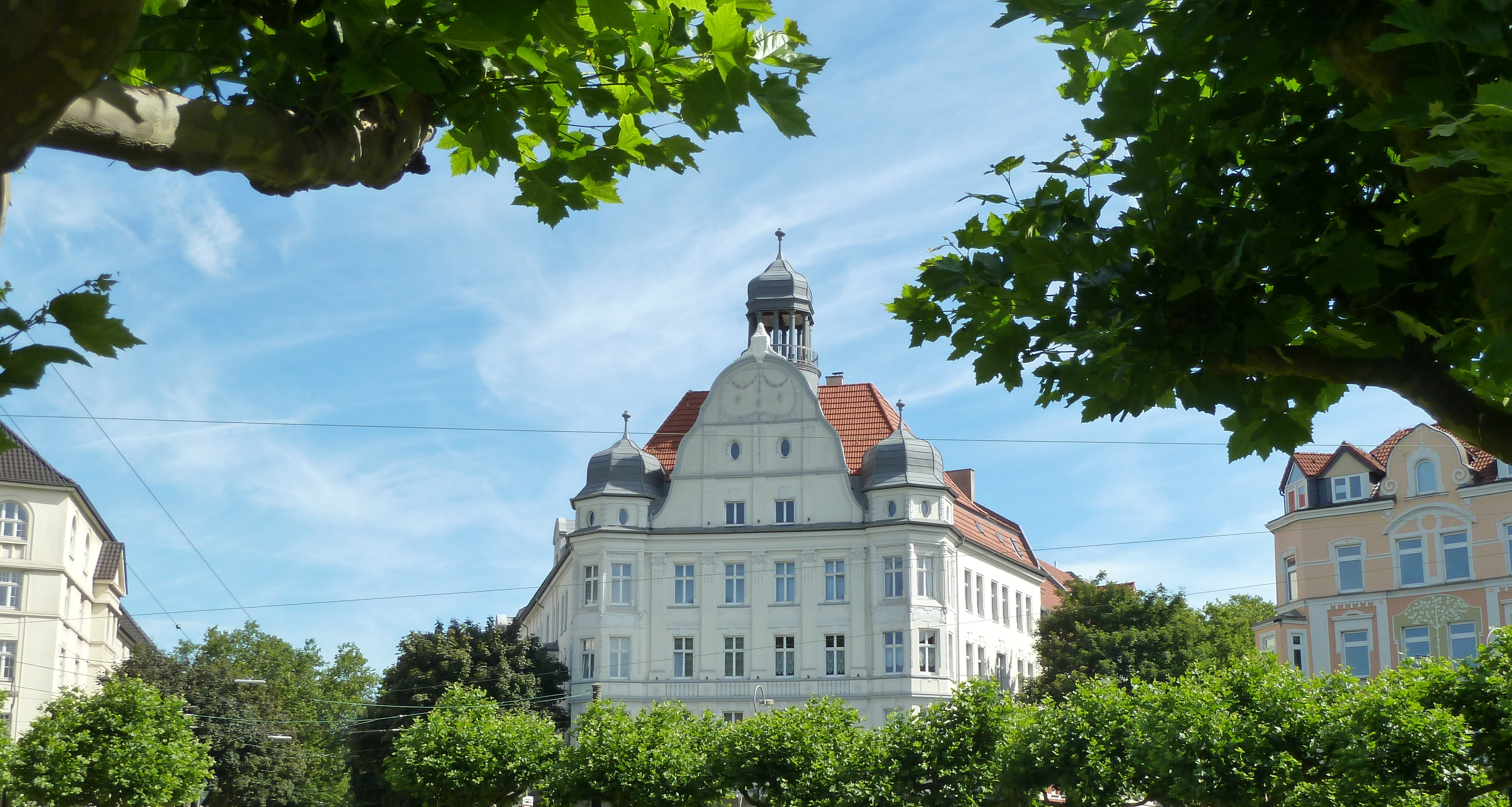
Der Borsigplatz gilt als Geburtsort von Borussia Dortmund

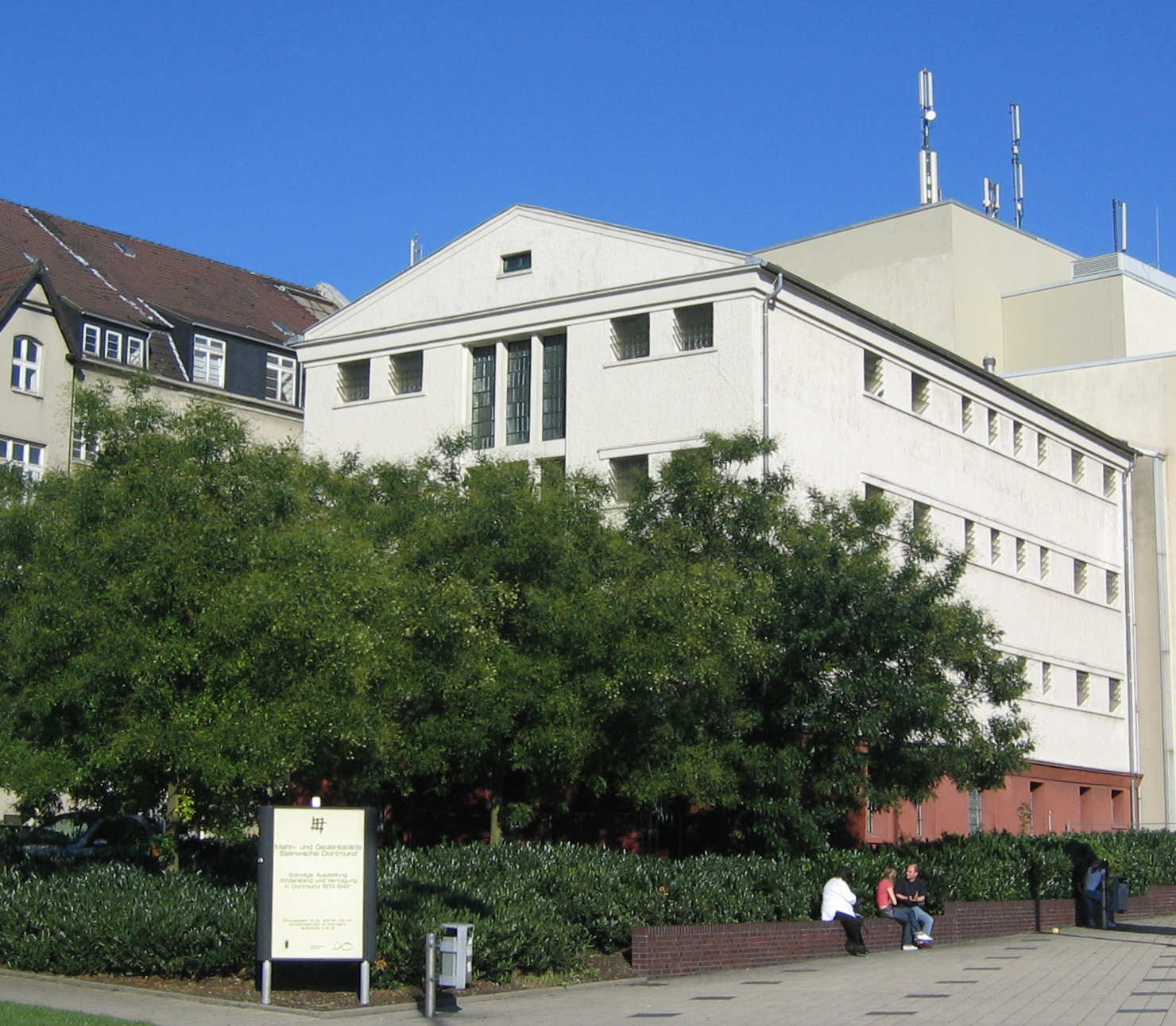
Ehemalige Steinwache, Gefängnis, Steinstraße 48

Am 19. Dezember 1909 gründeten 21 Messdiener der katholischen Dreifaltigkeitsgemeinde unweit des Borsigplatzes im Saal der Gaststätte „Zum Wildschütz“ bei Heinrich Trott sen. in der Oesterholzstraße 60 den Ballspielverein Borussia Dortmund. Anlass war das Dekret des Jugendkaplans Hubert Dewald, die sonntägliche Messe auf 14.00 Uhr nachmittags zu verlegen, um den Jugendlichen den in dieser Zeit geübten Sport des rohen Balltretens zu verleiden. Gespielt wurde zunächst auf der „Weißen Wiese“, einer von Pappeln umstandenen Grasfläche am östlichen Ende der Wambeler Straße. 1924 bauten Vereinsmitglieder und Spieler in Eigenhilfe den Platz zum Borussia-Stadion aus. An dieser Stelle befindet sich heute das Schwimmbad Stockheide.
Der durch die Bahngleise von der restlichen Innenstadt nach Süden abgegrenzte Stadtbezirk beherbergte im Jahre 1914 über 60.000 Menschen, von denen jeder fünfte polnischer Herkunft war. Bis 1939 stieg die Einwohnerzahl auf bis zu 75.000 Menschen an. In der Nordstadt kam es vor der nationalsozialistischen Machtergreifung häufig zu Auseinandersetzungen zwischen der traditionell kommunistischen Arbeiterschaft und den Nationalsozialisten. Bei der „Schlacht“ am Nordmarkt starben am 16. Oktober 1932 zwei Menschen, 14 weitere werden verletzt.
Die städtebauliche Entwicklung der Nordstadt wurde ab 1933 durch die Nationalsozialisten stark vernachlässigt. Zu sehr bestand die Gefahr, in dem dicht bebauten Quartier ein sozialdemokratisches und kommunistisches Vorfeld weitere Unruhe auszulösen. Die Einwohnerzahl zwischen Hafen und Hoeschpark erhöhte sich hingegen weiter: 1939 leben 75.000 Menschen in der Nordstadt.
Die alte Polizeiwache Nr. 6 an der Steinstraße, genannt Steinwache, wurde am 1. April 1934 der Geheimen Staatspolizei (GeStaPo) überlassen. Der 1927 angebaute Zellentrakt wurde zum zentralen Gestapogefängnis in Westfalen. Von 1934 bis 1945 waren in der „Hölle Westdeutschlands“ ca. 57.000 Menschen inhaftiert.

### Zweiter Weltkrieg
Im Zweiten Weltkrieg wurde Dortmund, insbesondere die Nordstadt, aufgrund der Industrieanlagen und der Rüstungsproduktion des Deutschen Reiches durch Luftangriffe stark beschädigt. 1945 waren nahezu alle Produktionsbetriebe und ca. 85 % der Wohnungen in der Nordstadt zerstört.

### Wiederaufbau und Nachkriegszeit

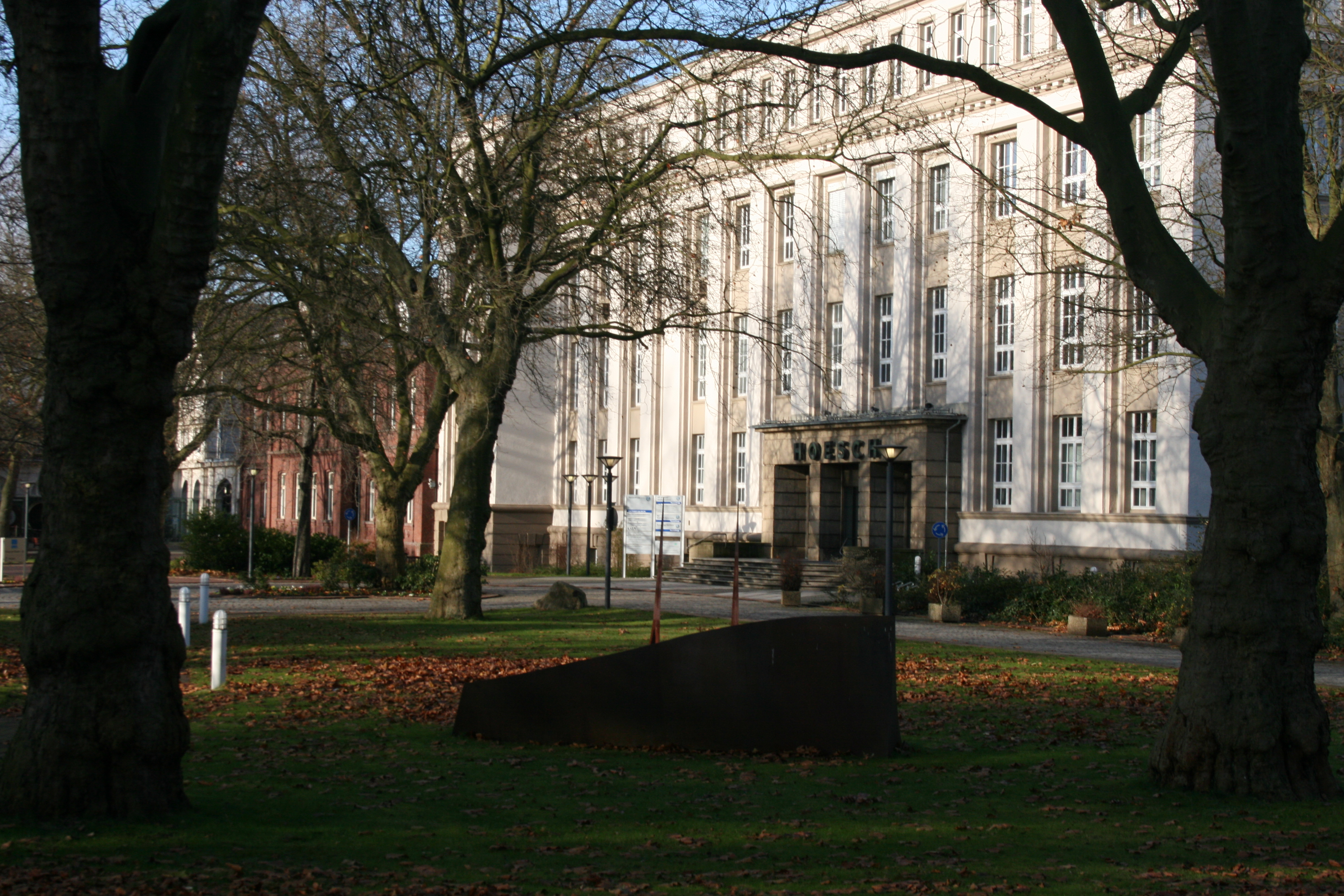
Hauptverwaltung Hoesch auf der Westfalenhütte

Nach dem Wiederaufbau siedelten sich während des sogenannten Wirtschaftswunders in der Dortmunder Nordstadt viele südeuropäische Gastarbeiter an. Dies lag darin begründet, dass mit der Zeche „Kaiserstuhl“, der Hoesch AG und der Dortmund-Hörder Hütten-Union sowie der Dortmunder Actien Brauerei und Hansa-Brauerei die klassischen drei Dortmunder Wirtschaftssäulen (Kohle, Stahl und Bier) direkt in der Nordstadt verwurzelt waren.
Auch in der Folgezeit zog der Bezirk mit günstigen Mieten Einwanderer aus verschiedensten Ländern an, vor allem aus der Türkei, Spanien, Portugal, Italien und Jugoslawien. Seit der zweiten Hälfte der 1960er Jahre bedrohten jedoch vermehrt Krisen, Fusions- und Konzentrationseffekte sowie der konjunkturelle Niedergang der Montanindustrie die Arbeitsplätze der Menschen. Gab es 1964 noch 34.000 Arbeitsplätze in der Stahlindustrie Dortmunds, waren es 1979 nur noch knapp 20.000.

### 1980er Jahre bis 2010

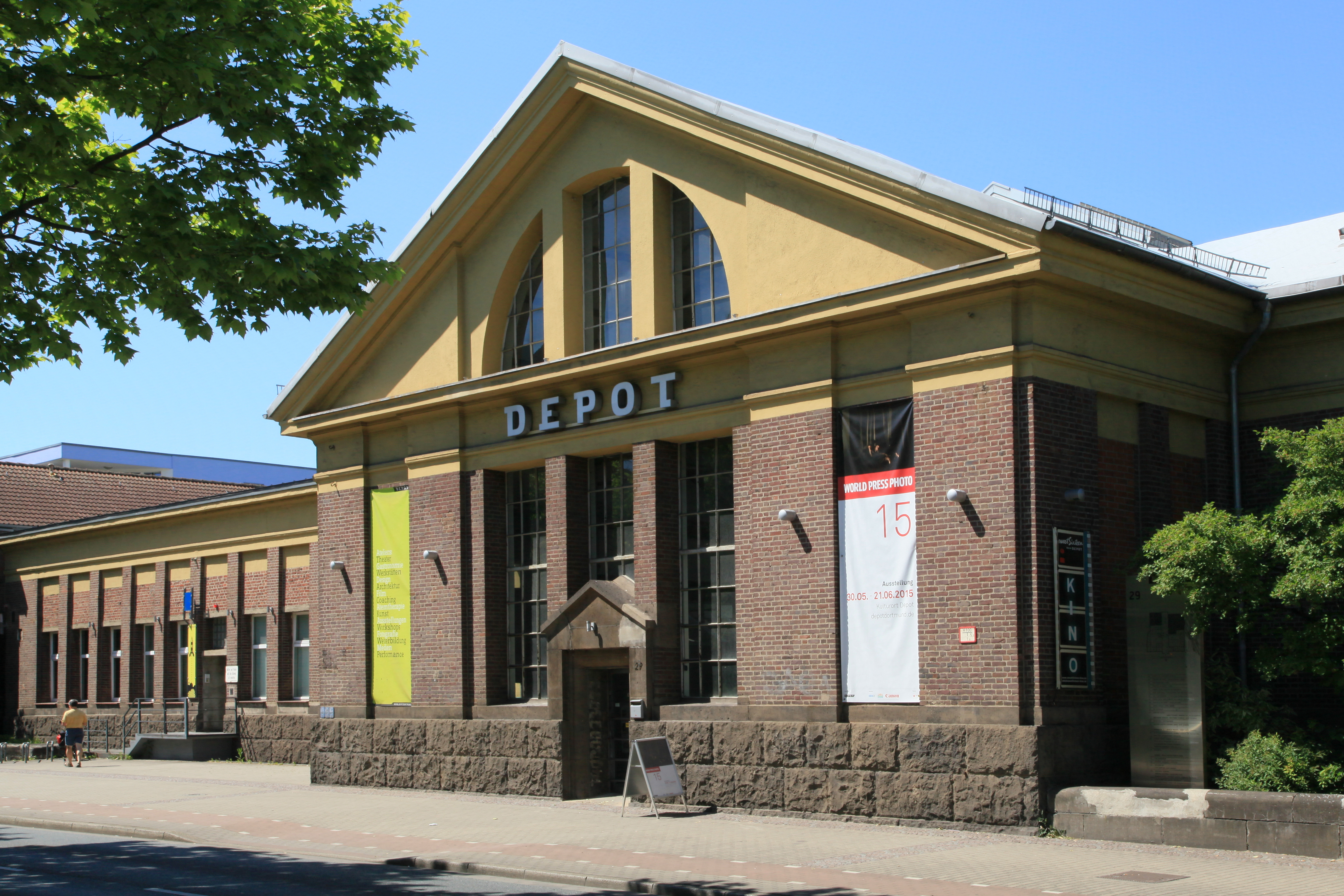
Kulturzentrum Depot an der Immermannstraße

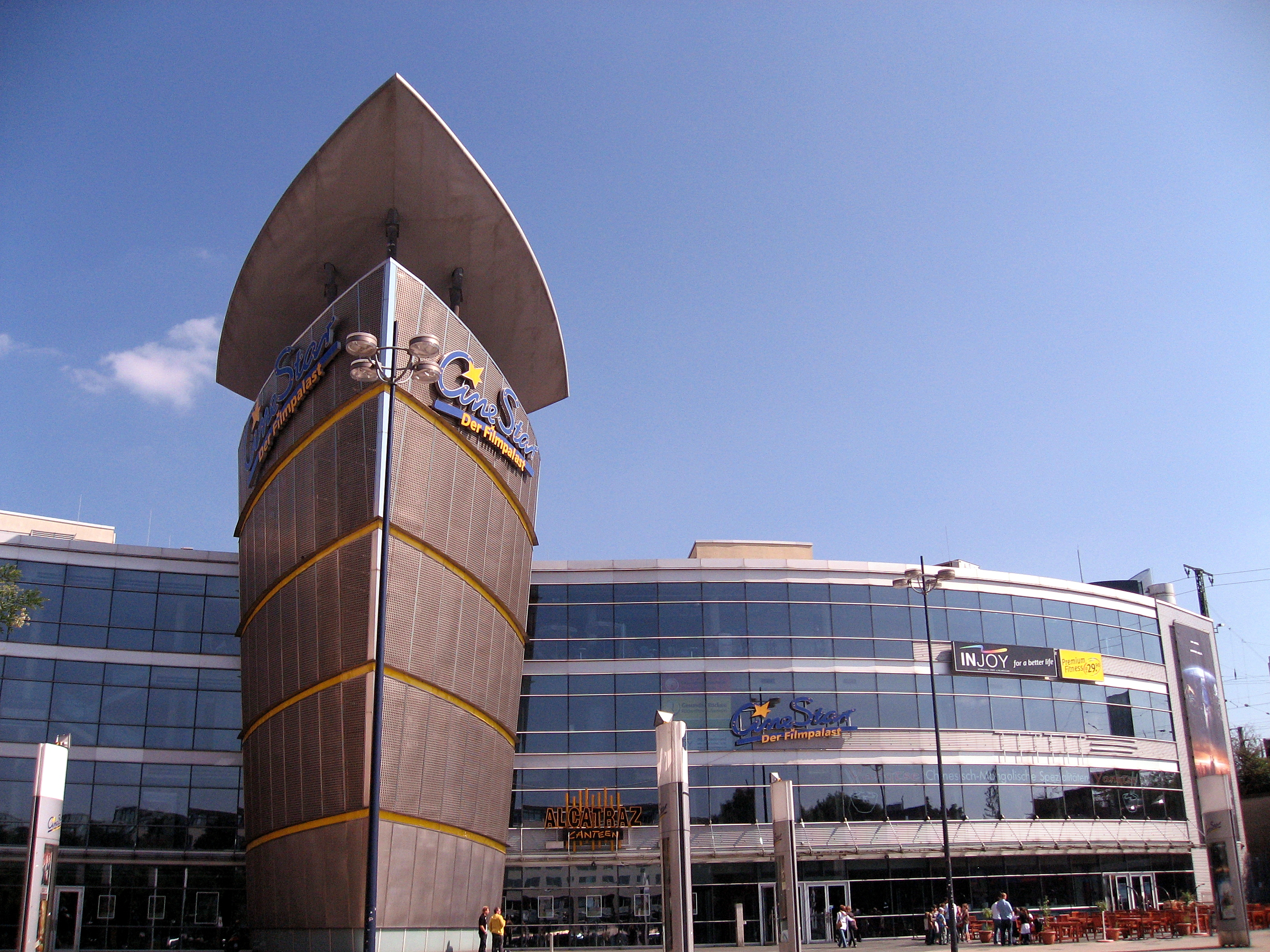
Multikinokomplex am Platz von Xian

Um den sozialen Problemen zu begegnen und den Strukturwandel positiv zu gestalten, wurde die Nordstadt seit den 1980er Jahren durch öffentliche Fördermaßnahmen unterstützt. Zudem ist die Nordstadt einer von 12 deutschen Stadtteilen, der durch die EU-Gemeinschaftsinitiative URBAN II unterstützt wurde. Insgesamt wurde mehr als 28 Mio. € Fördergelder in verschiedene soziale und kulturelle Projekte u. a. Sanierung des Hoeschparks und des Depots investiert. Nicht zu verschweigen sind jedoch zum Teil hohe Arbeitslosigkeit in Teilbereichen der Nordstadt.
Darüber hinaus wurde am Rand des Hauptbahnhofes auf dem Gebiet des ehemaligen Schlachthofs, mit der Agentur für Arbeit, und dem im Jahr 1982 fertiggestellten „Dietrich-Keuning-Haus“ ein kulturelles Veranstaltungszentrum und eine stadtteilorientierte Begegnungsstätte in einem völlig neuem Stadtraum geschaffen. Mit dem Museum für Naturkunde wurden weitere wichtige Ankerpunkte über die gesamte Nordstadt verteilt. Darüber hinaus wurde am Hafen zur Förderung der Zukunftsbranchen Logistik und IT der e-port-dortmund als Gründungs- und Kompetenzzentrum aufgebaut.
Entlang der Steinstraße befindet sich die Mahn- und Gedenkstätte Steinwache mit der ständigen Ausstellung „Widerstand und Verfolgung in Dortmund 1933–1945“. Das Nachbargebäude ist Sitz der Auslandsgesellschaft Deutschland in unmittelbarer Nähe des Multiplexkinos Cinestar am Nordausgang des Dortmunder Hauptbahnhofs. Ebenfalls am Multiplexkino wurde 2010 ein Busbahnhof für den Fernbusverkehr in Deutschland geschaffen.
Durch die EU-Erweiterung im Jahr 2004 und dem vermehrten Zuzug aus Osteuropa, welche in den Medien zumeist als „Armutszuwanderung“ aus Rumänien und Bulgarien bezeichnet wird, wurde der gesamte Stadtbezirk in einigen Medien fälschlicherweise als „Ghetto“ bezeichnet. Einige Bewohner des Viertels beschweren sich über die mediale Berichterstattung, welche die Nordstadt ein schlechtes Image verpasst, aber die guten Aspekte, wie z. B. die junge Bevölkerung und große Parkflächen, verschweigt.
In der Dortmunder Nordstadt wurde am 4. April 2006 Mehmet Kubaşık von der rechtsextremen Terrororganisation Nationalsozialistischer Untergrund (NSU) ermordet. Der rassistische Hintergrund der Tat wurde erst durch die Selbstenttarnung des NSU im Jahr 2011 bekannt. Bis dahin unterstellten die Ermittlungsbehörden Kubaşık kriminelle Aktivitäten und seiner Familie eine Beteiligung an der Tat. Am 8. November 2019 wurde zum Gedenken an den Ermordeten der Mehmet-Kubaşık-Platz in der Mallinckrodtstraße, nähe Münsterstraße, im Stadtbezirk eingeweiht.

### Gegenwart

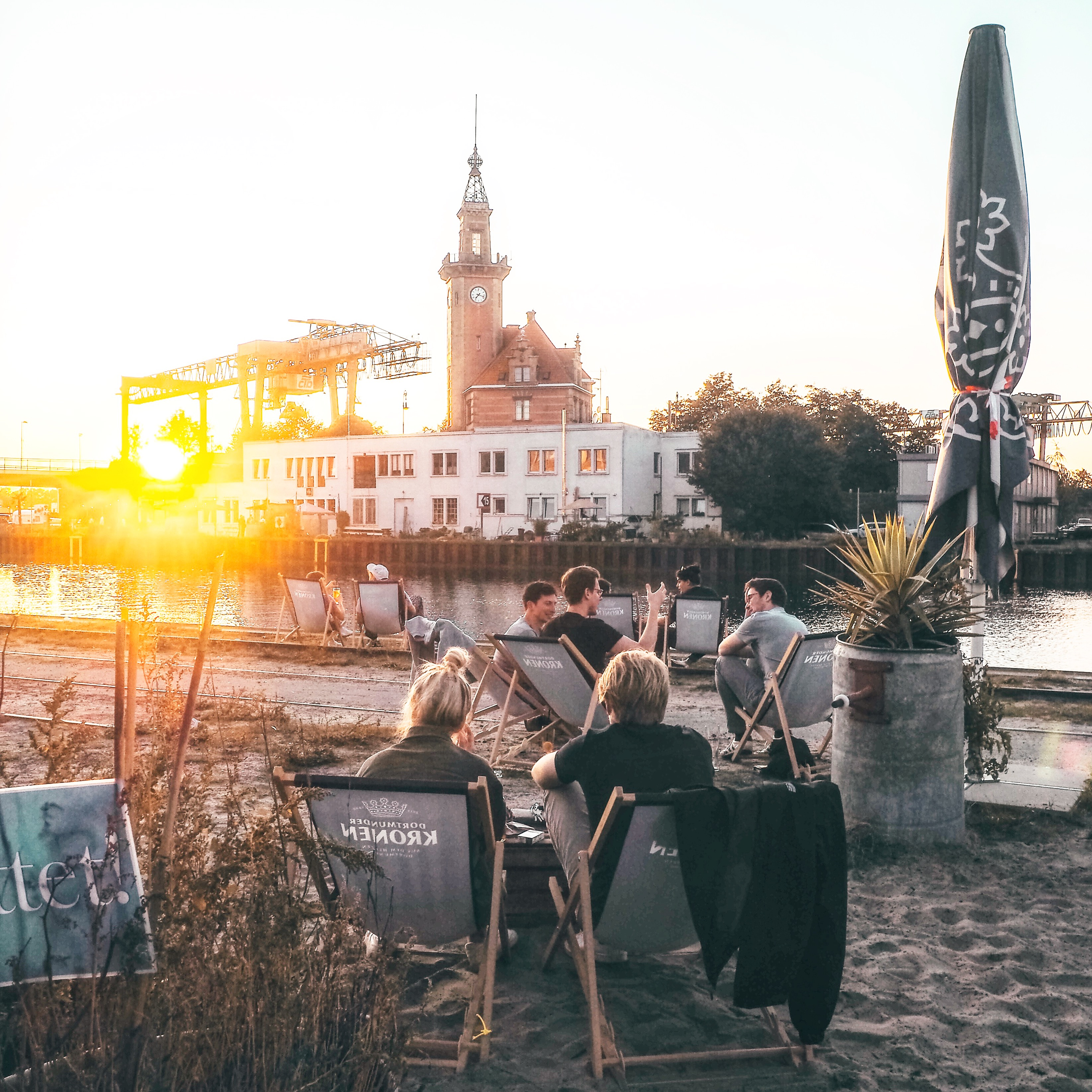
Szenegastronomie am Hafenbecken

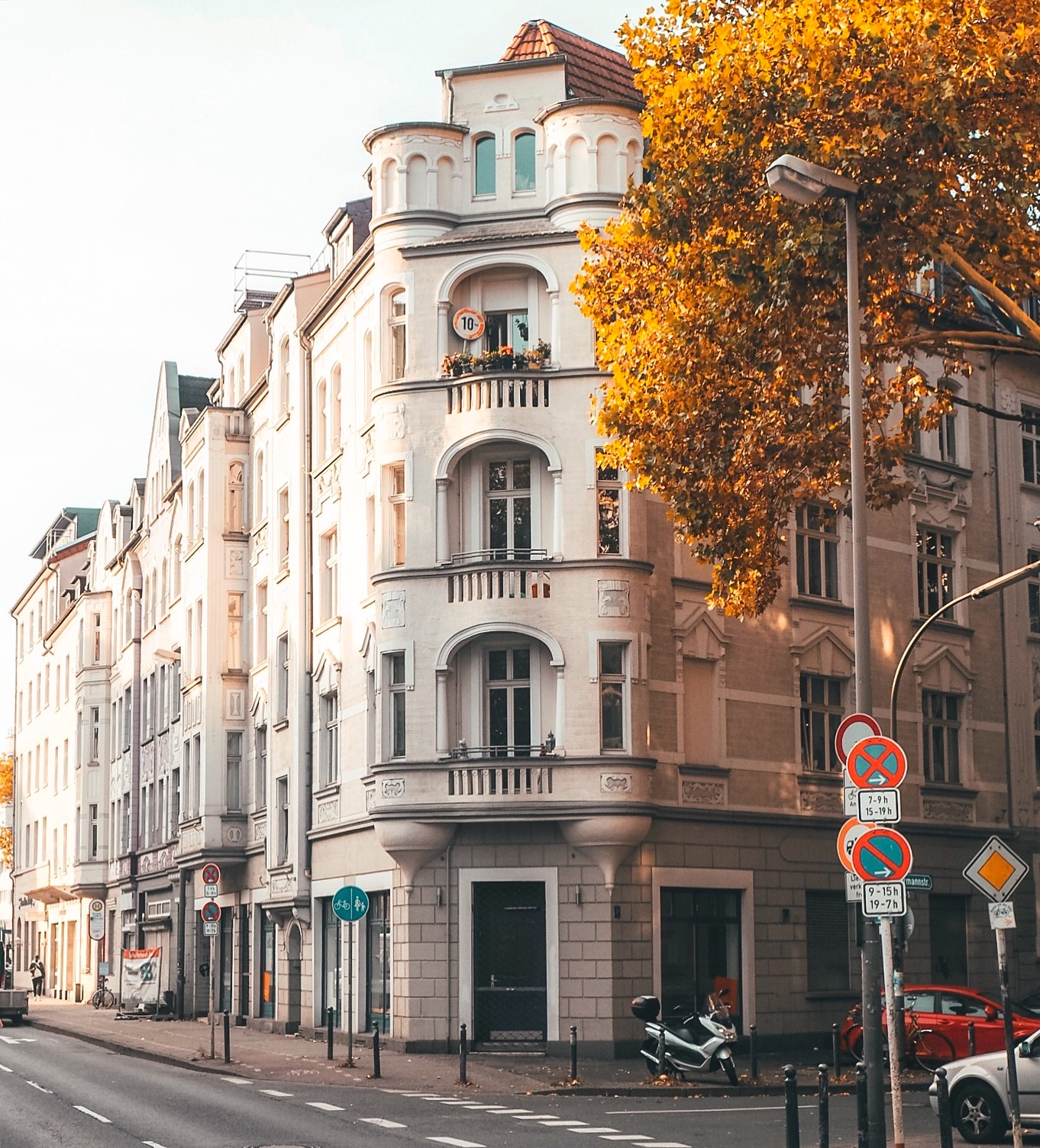
Saniertes Gründerzeitgebäude an der Bornstraße

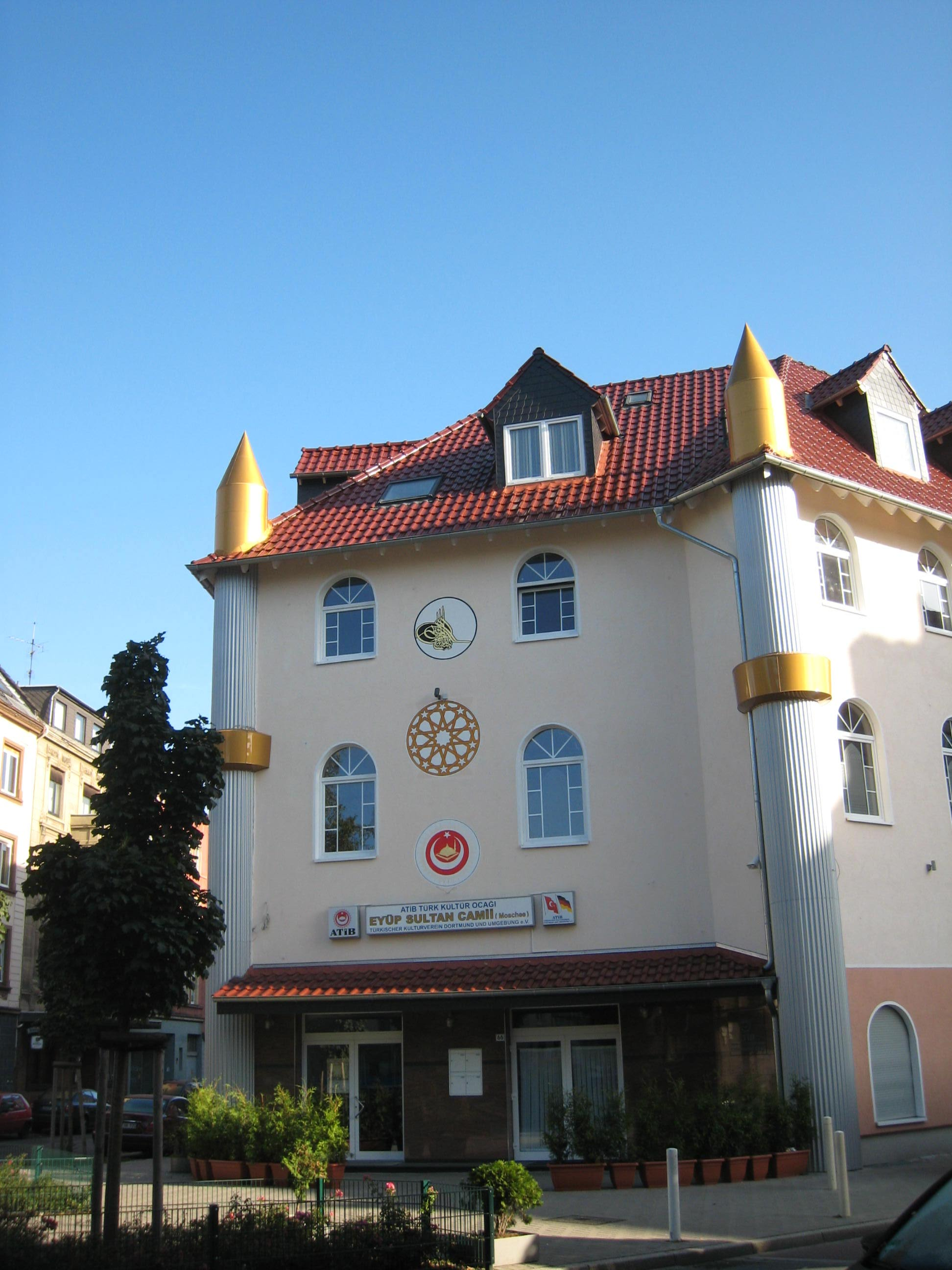
Eyüp-Sultan-Moschee des türkisch-muslimischen Verbandes ATIB

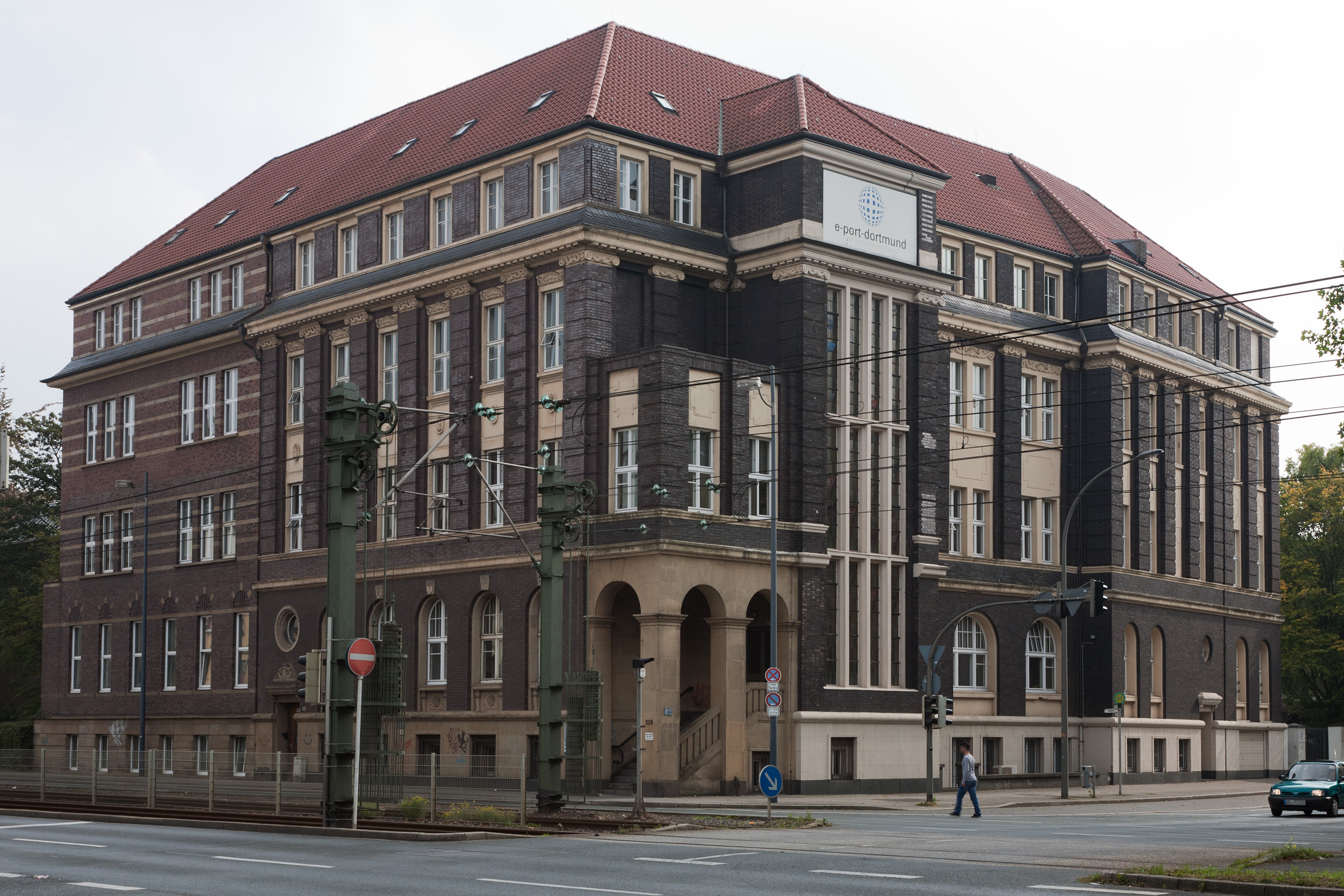
Kompetenzzentrum e-Port

Durch die günstigen Mieten und die Nähe zur Innenstadt werden Teile des Viertels, insbesondere der Hafen, vermehrt von Studenten, Freischaffenden, Künstlern und Kreativunternehmern als Wohn- und Arbeitsstandort gewählt. Durch das sich ausweitende gastronomische Angebot, Theater, Programmkinos und die Ansiedlung von Kreativunternehmen wird das Viertel gelegentlich als Szeneviertel im Ruhrgebiet bezeichnet. In diesem Prozess war ein Steigen der Einwohnerzahl und steigenden Miet- und Immobilienpreise für Bestandseigentumswohnungen von 896 €/m² auf 1035 €/m² innerhalb weniger Jahre zu beobachten. Die lokale Bevölkerung am Hafen befürchtet hingegen Verdrängung durch Gentrifizierung.
Viele Initiativen, Träger und Vereine sind heute in der Dortmunder Nordstadt aktiv. Zahlreiche Künstler, die in der Nordstadt ihre Atelier haben, sind in der Kulturmeile Nordstadt vertreten. Künstler wie Boris Gott oder İlhan Atasoy sind in der Kulturmeile engagiert und unterstützen mit verschiedenen Aktionen den Stadtteil. Im Stadtteil befindet sich auch das Jugendforum Nordstadt, dort können sich Jugendliche mit ihren Ideen einbringen und selbst (politisch) aktiv werden.
Seit mehr als zehn Jahren wurde über eine Entwicklung des Stadthafenbeckens entlang der Speicherstraße am alten Hafenamt nach dem Vorbild des Kreativkais in Münster nachgedacht. Die Investorensuche gestaltete sich jedoch trotz  umfassender Planungen über die Jahre hinweg, durch bestehende Mietverträge, welche die Entwicklung bremsten, nur wenig erfolgreich. Seit dem Jahr 2015 wird durch die Lokalpolitik jedoch wieder verstärkt eine Umnutzung von Teilabschnitten des Stadthafens forciert.
Zur Ansiedlung von Unternehmen aus der Kreativ- und Digitalindustrie am Dortmunder Hafen wurde die Entwicklungsgesellschaft d-port21 gegründet, eine Tochter der DSW21 und der Dortmunder Hafen AG. Damit folge die Stadt einem Modell, das sich bereits im Rahmen des Projektes Phoenix-See bewährt habe. Das Entwicklungsprojekt wird unter anderem aus Mitteln des Europäischen Fonds für regionale Entwicklung, Bund, Land NRW und der Stadt Dortmund finanziert. Es werden Investitionen in dreistelliger Millionenhöhe erwartet.
Die von d-port21 aufgestellten Planungen beinhalten unter anderem die Ansiedlung von Start-ups und Unternehmen in der südlichen Speicherstraße. An der vorgesehenen Uferpromenade sollen Cafés und Restaurants entstehen. Der Dortmunder Hafen soll als Industrie- und Wirtschaftsraum stabilisiert werden und durch Ansiedlung von Unternehmen 3000 bis 5000 Arbeitsplätze schaffen.
Nach Bekanntwerden der Pläne zur Entwicklung des Hafens haben Anwohner die Hafentinitiative gegründet, um sich für den Erhalt des Hafens als öffentlichen Raum einzusetzen. Allerdings war das betreffende Plangebiet am Ostrand des Hafens (Hafenquartier Speicherstraße) zuvor kein öffentlicher Raum, sondern zählte laut Flächennutzungsplan der Stadt Dortmund vom 31. Dezember 2004 zum „Sondergebiet mit der Zweckbestimmung Hafen“. Der Rat der Stadt Dortmund beschloss in seiner Sitzung am 18. Juni 2020, dass der Flächennutzungsplan für den genannten Bereich dahingehend geändert wird, dass das Plangebiet am Rand des Hafens nun als „Sondergebiet Büro, Verwaltung, Bildung“ und „Gewerbegebiet“ firmiert. Von Beginn der Planungen zur Quartiersentwicklung an waren öffentliche Räume an der Wasserkante und eine hohe Aufenthaltsqualität Teil des Konzepts.
Seit dem Jahr 2015 werden durch großangelegte Fördermaßnahmen des Landes NRW durch die Stadt Dortmund insgesamt 112 städtebaulich schwierigen Immobilien beobachtet, bearbeitet und möglichst wieder zu einer funktionierenden Immobilie entwickelt. Der strategische Aufkauf der Häuser durch die Kommunen, soll dabei helfen, die Wohnqualität in der Nordstadt wieder aufzuwerten. Die Stiftung Soziale Stadt mit ihrer gemeinnützigen Tochtergesellschaft GrünBau sanierte dabei die gründerzeitlichen Gebäude, um sie anschließend wieder an die Kommune zu veräußern. Auf der Baustelle werden vor allem Langzeitarbeitslose beschäftigt und qualifiziert.

## Politik

### Wahlen zur Bezirksvertretung
Sitzverteilungen in der Bezirksvertretung:
| Sitzverteilung in der Bezirksvertretung | Sitzverteilung in der Bezirksvertretung | Sitzverteilung in der Bezirksvertretung | Sitzverteilung in der Bezirksvertretung | Sitzverteilung in der Bezirksvertretung | Sitzverteilung in der Bezirksvertretung | Sitzverteilung in der Bezirksvertretung | Sitzverteilung in der Bezirksvertretung | Sitzverteilung in der Bezirksvertretung | Sitzverteilung in der Bezirksvertretung |
| Jahr\Partei                             | SPD                                     | CDU                                     | Grüne                                   | Piraten                                 | Die Linke                               | Die PARTEI                              | AfD                                     | BVT                                     | Die Rechte                              |
| --------------------------------------- | --------------------------------------- | --------------------------------------- | --------------------------------------- | --------------------------------------- | --------------------------------------- | --------------------------------------- | --------------------------------------- | --------------------------------------- | --------------------------------------- |
| 2014                                    | 7                                       | 3                                       | 3                                       | 1                                       | 3                                       | -                                       | 1                                       | -                                       | 1                                       |
| 2020                                    | 5                                       | 2                                       | 6                                       | -                                       | 3                                       | 1                                       | 1                                       | 1                                       | -                                       |

Bezirksbürgermeisterin ist seit 2020 Hannah Rosenbaum (Grüne).

## Kultur und Sehenswürdigkeiten
Die Denkmalliste der Stadt Dortmund umfasst im Stadtbezirk Innenstadt-Nord 117 Baudenkmale, darunter 65 Wohnhäuser oder -siedlungen, 33 Wohn- und Geschäftshäuser, sechs Sakralbauten, fünf Industrieanlagen, drei öffentliche Gebäude, je zwei Geschäftshäuser und Verkehrsanlagen sowie eine Parkanlage.

### Museen
- Brauereimuseum
- Naturkundemuseum
- Steinwache als Mahn- und Gedenkstätte an die Zeit des Nationalsozialismus
- Hoesch-Museum
- Altes Hafenamt

### Kirchen

#### Evangelisch
- Pauluskirche
- Markuskirche
- Lutherkirche

#### Römisch-katholisch
- St. Gertrudis
- Dreifaltigkeitskirche
- St. Joseph
- St. Aposteln
- St. Michael

### Grünflächen
- Fredenbaumpark als grüne Lunge des Stadtbezirks
- Blücherpark
- Keuning-Park
- Nordmarkt
- Hoeschpark

### Weitere Sehenswürdigkeiten im Stadtbezirk
- Depot als Kulturzentrum und Programmkino
- Wasserturm
- Big Tipi als Kletter- und Eventzentrum in der erlebnispädagogischen Jugendarbeit

## Galerie

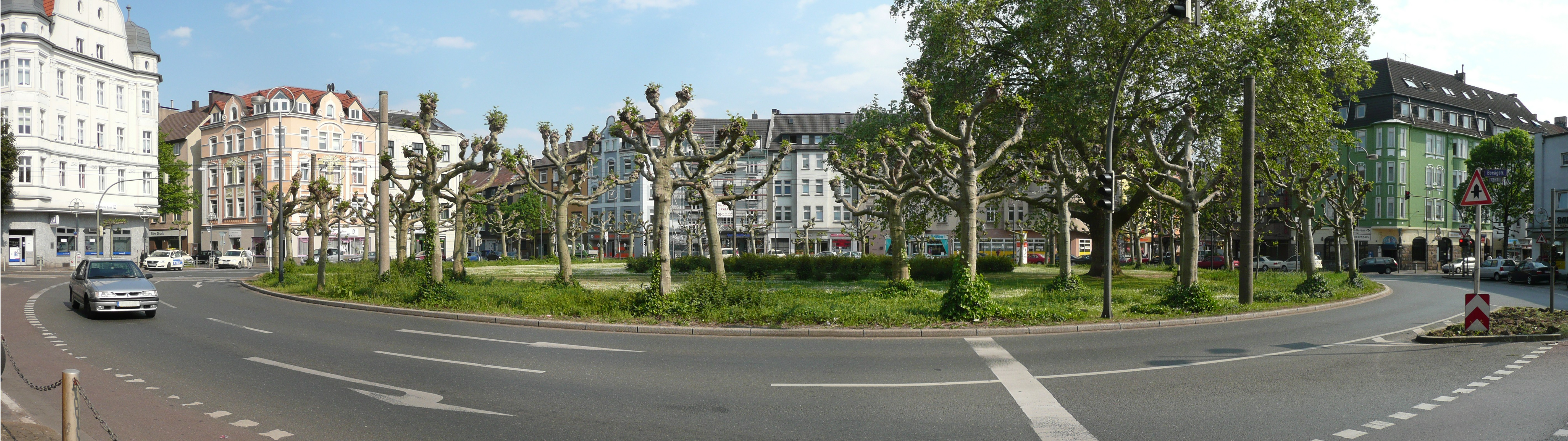
Panorama am Borsigplatz

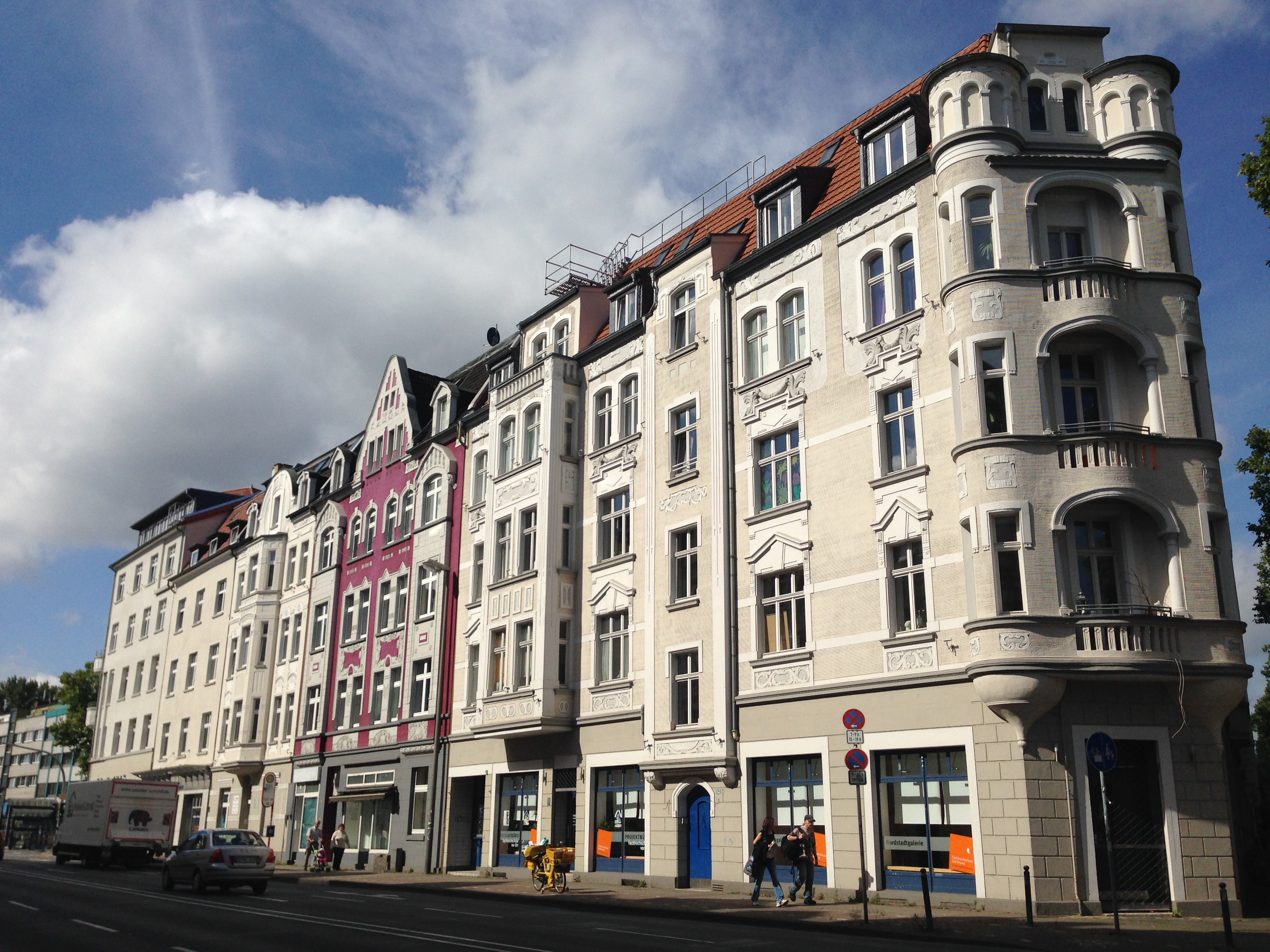
Jugendstilarchitektur an der Bornstraße
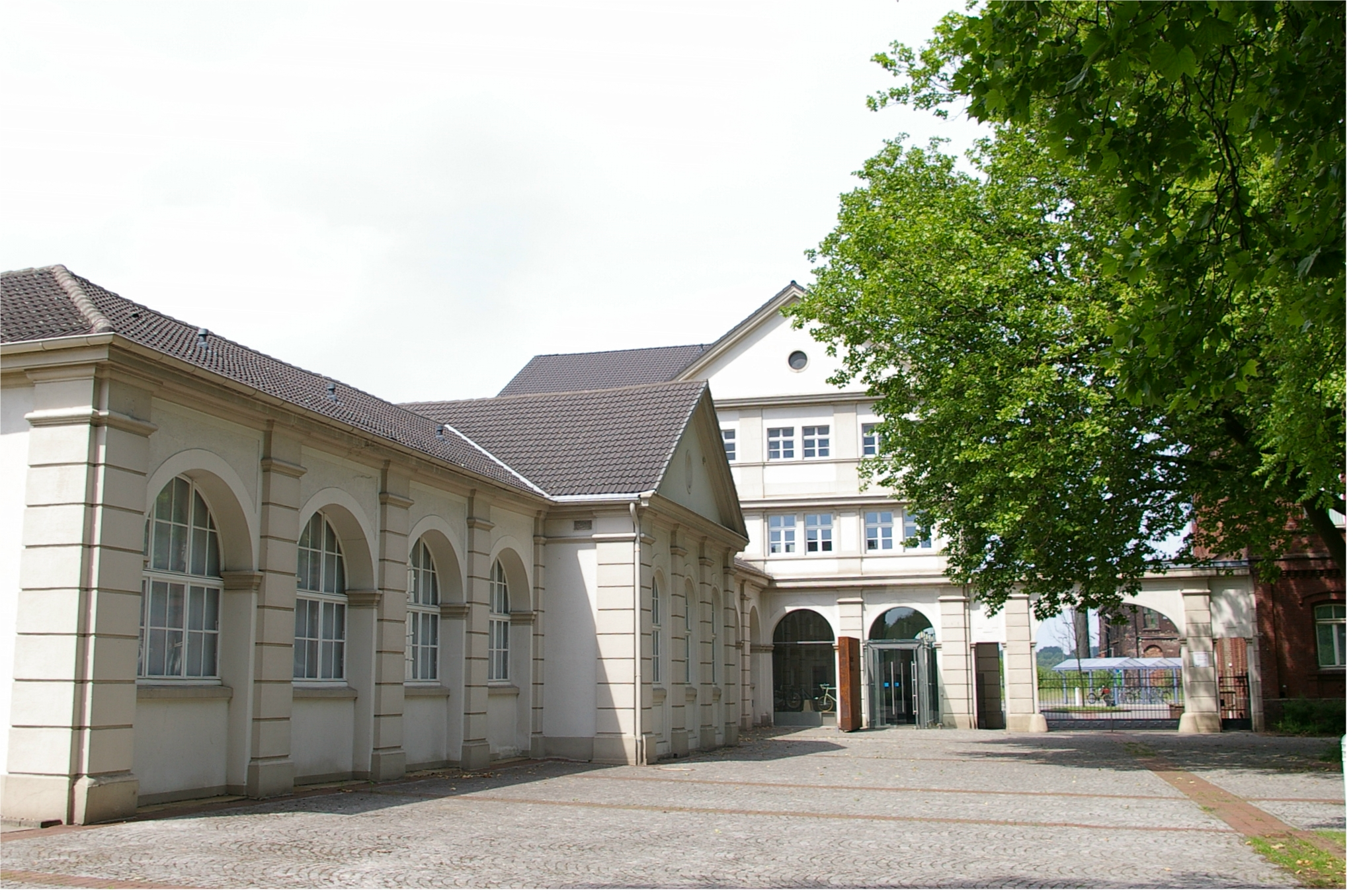
Hoesch-Museum (2006)
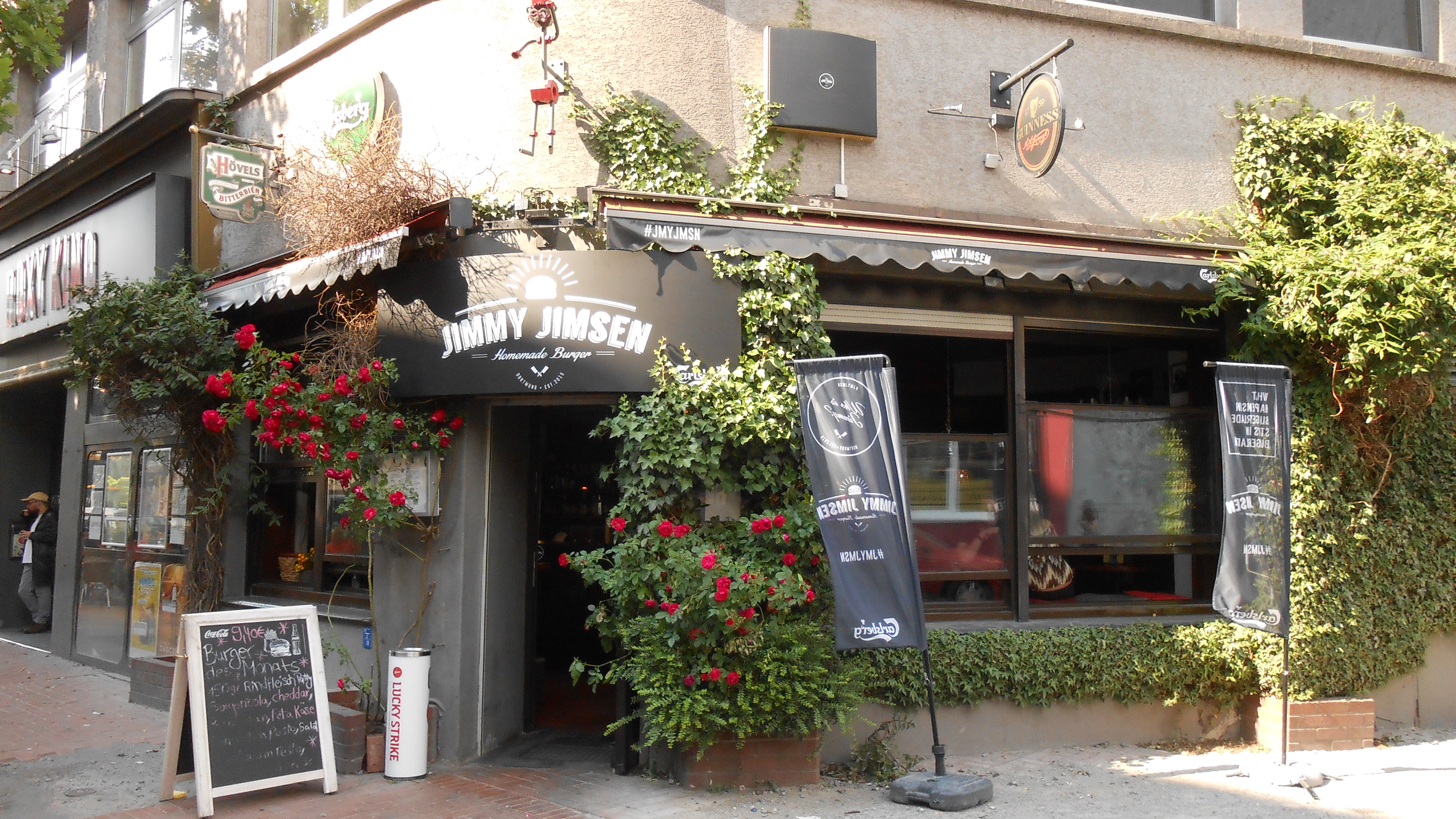
Programmkino „Roxy“ und Burgerladen auf der Münsterstraße
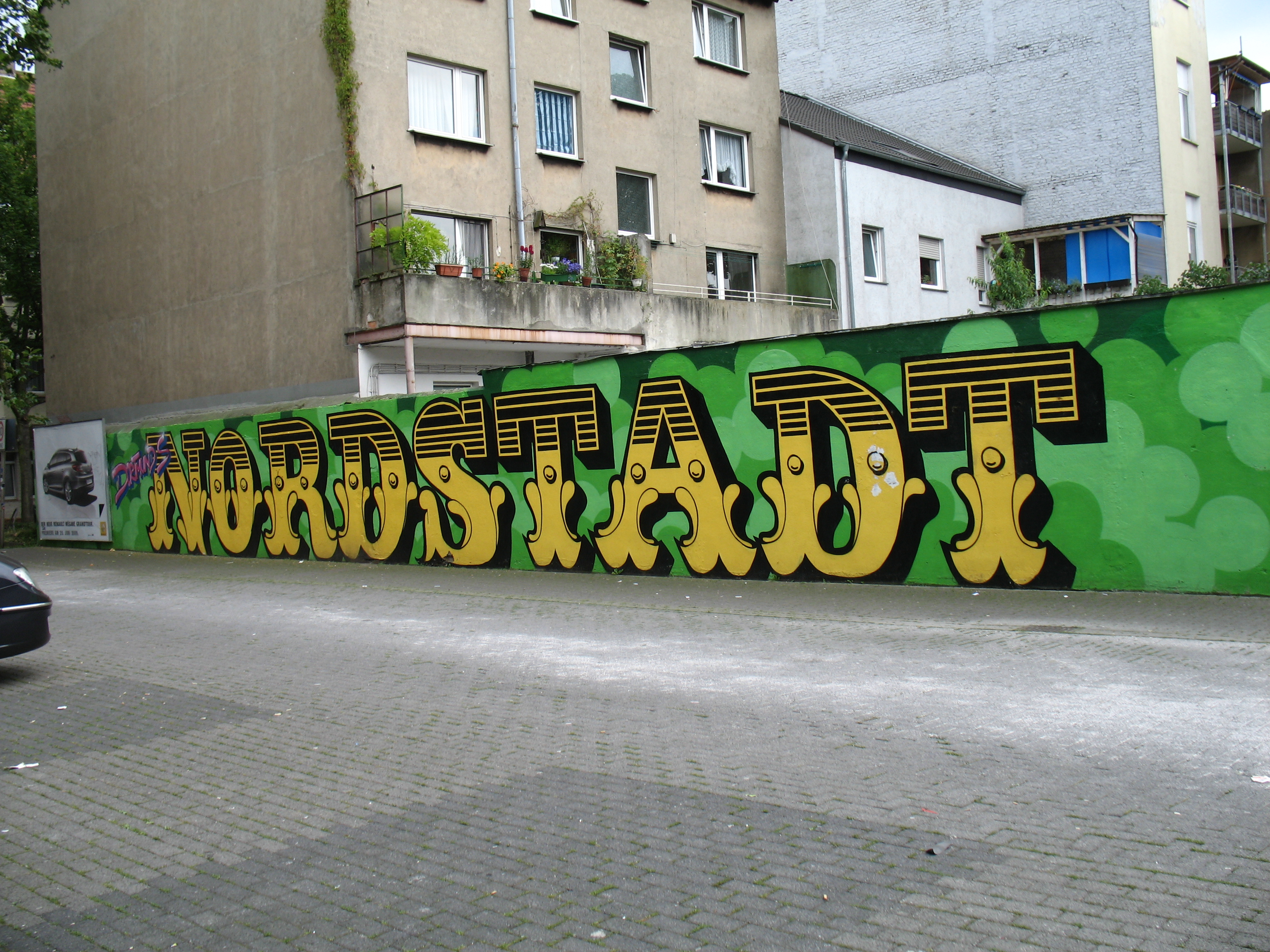
Nordstadt-„Logo“ nähe des Nordmarkts
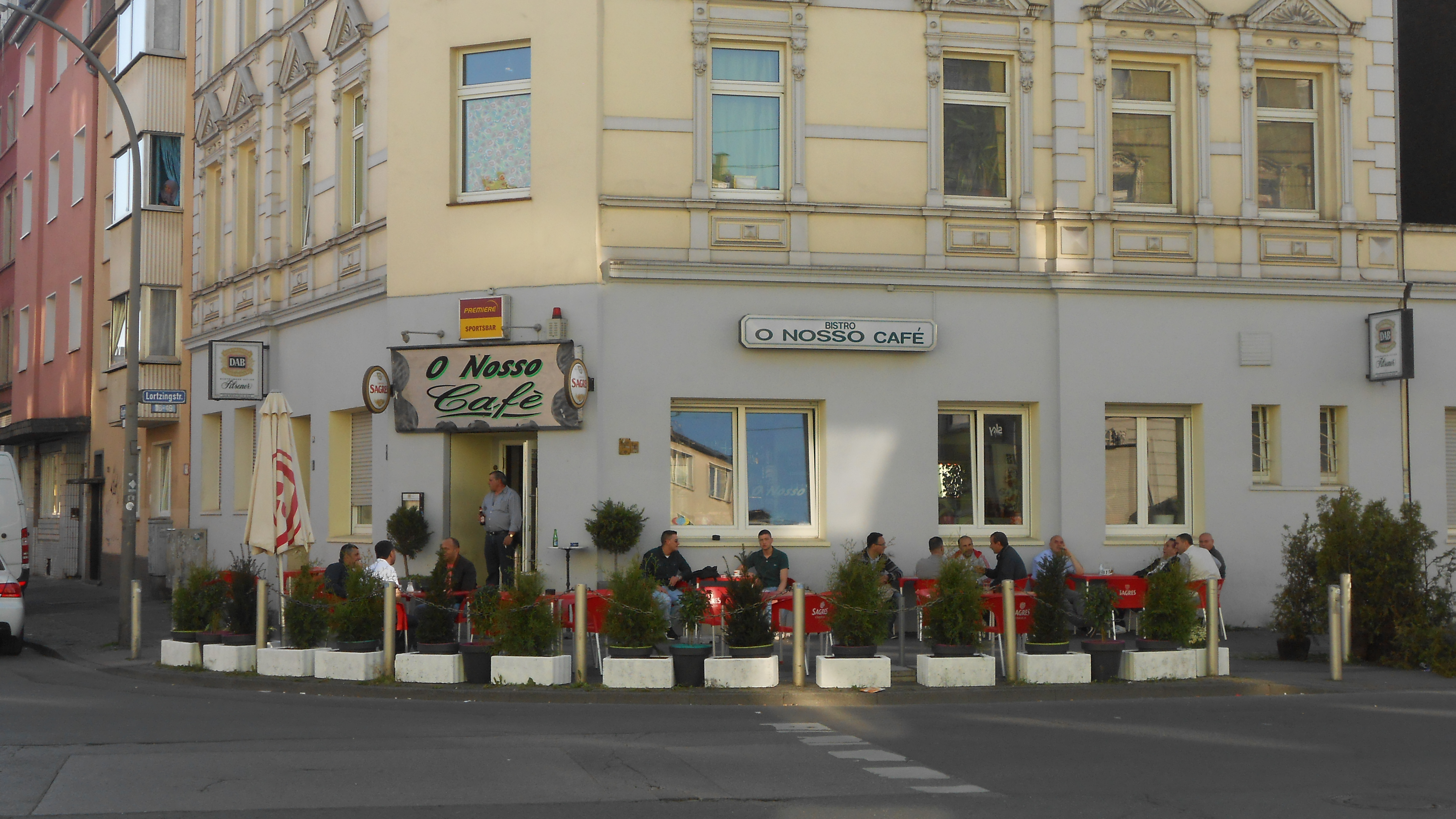
O Nosso Café
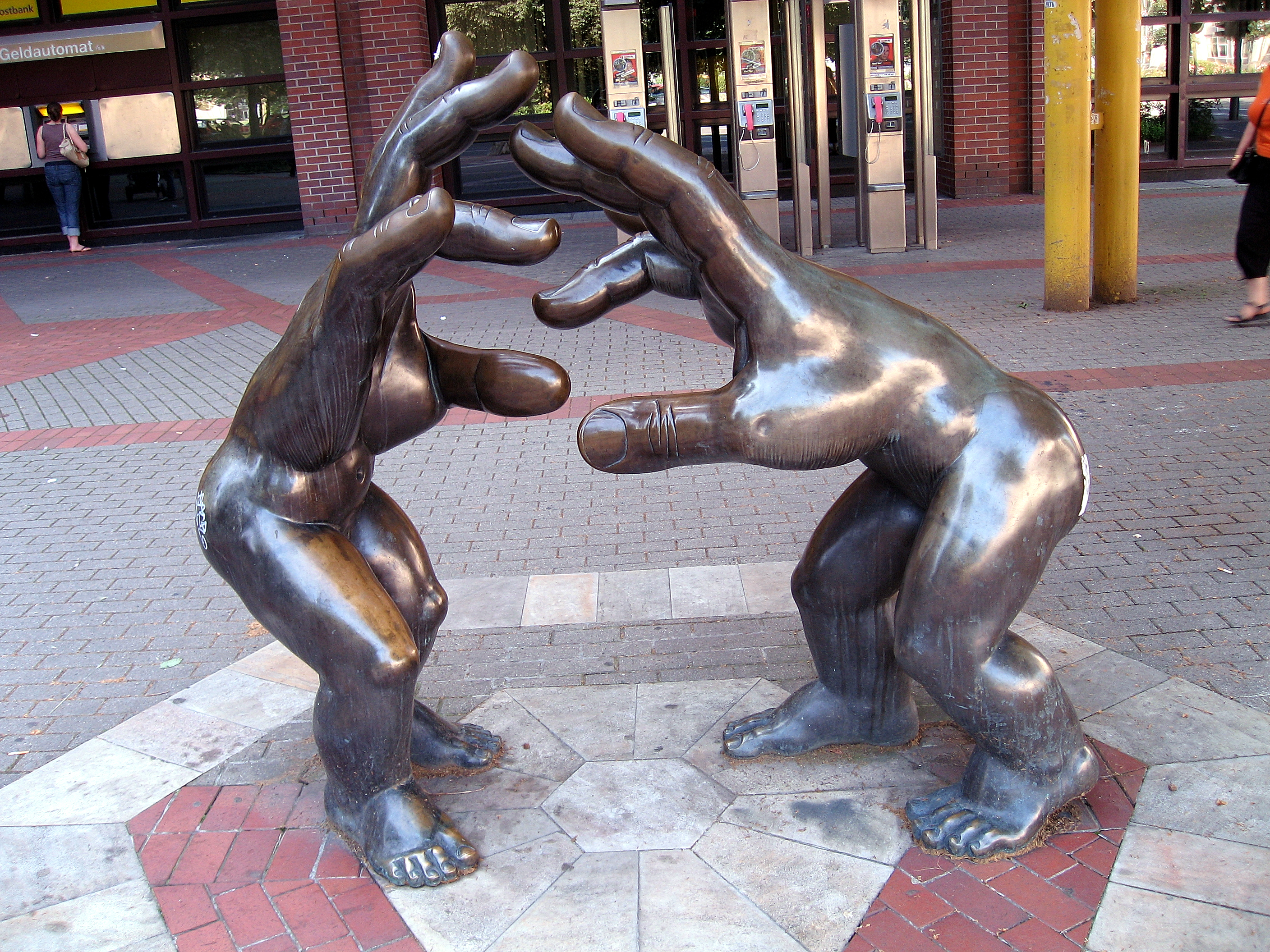
Skulptur nähe Hauptbahnhof
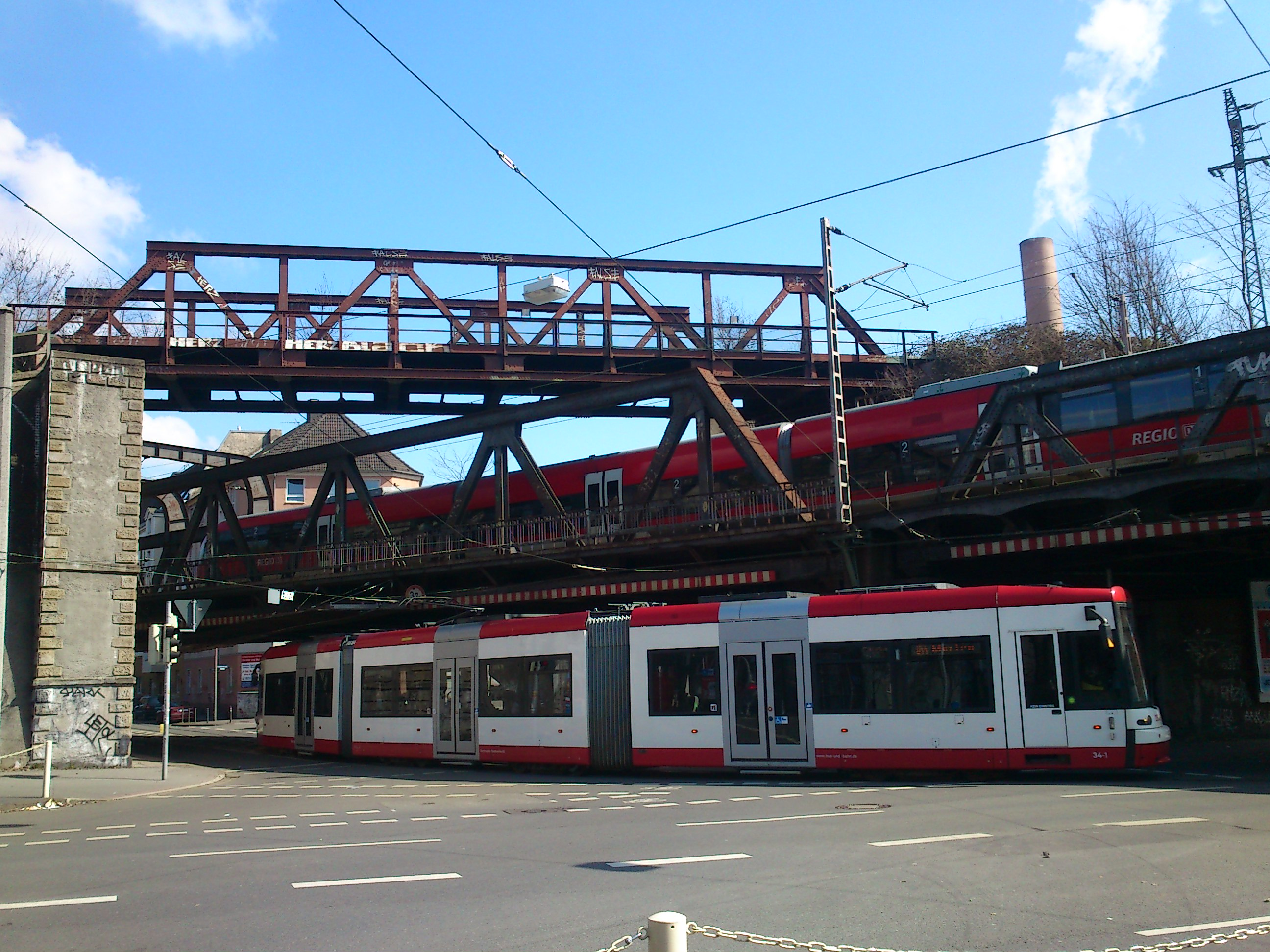
Eisenbahnbrücke zwischen Nordstadt (Richtung Borsigplatz) und Innenstadt
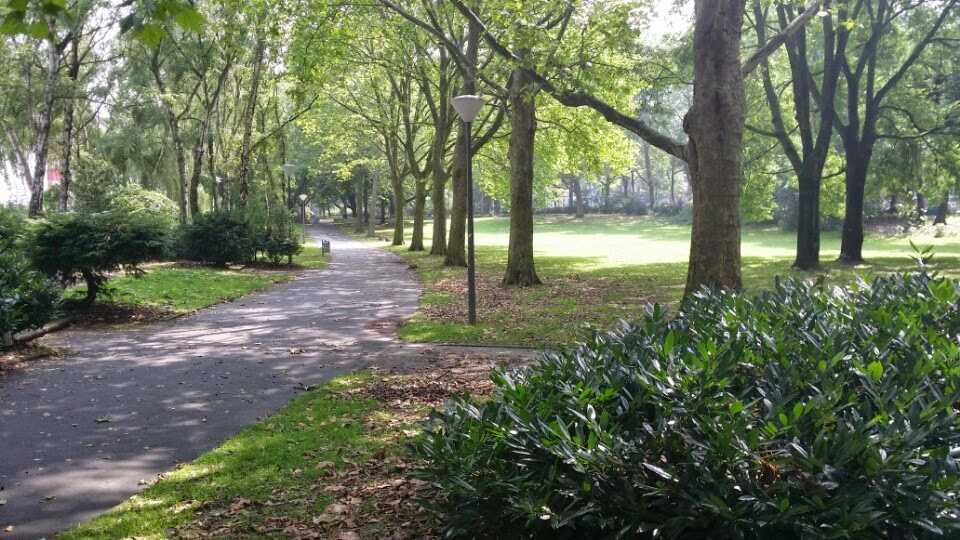
Blücherpark im Hafenviertel
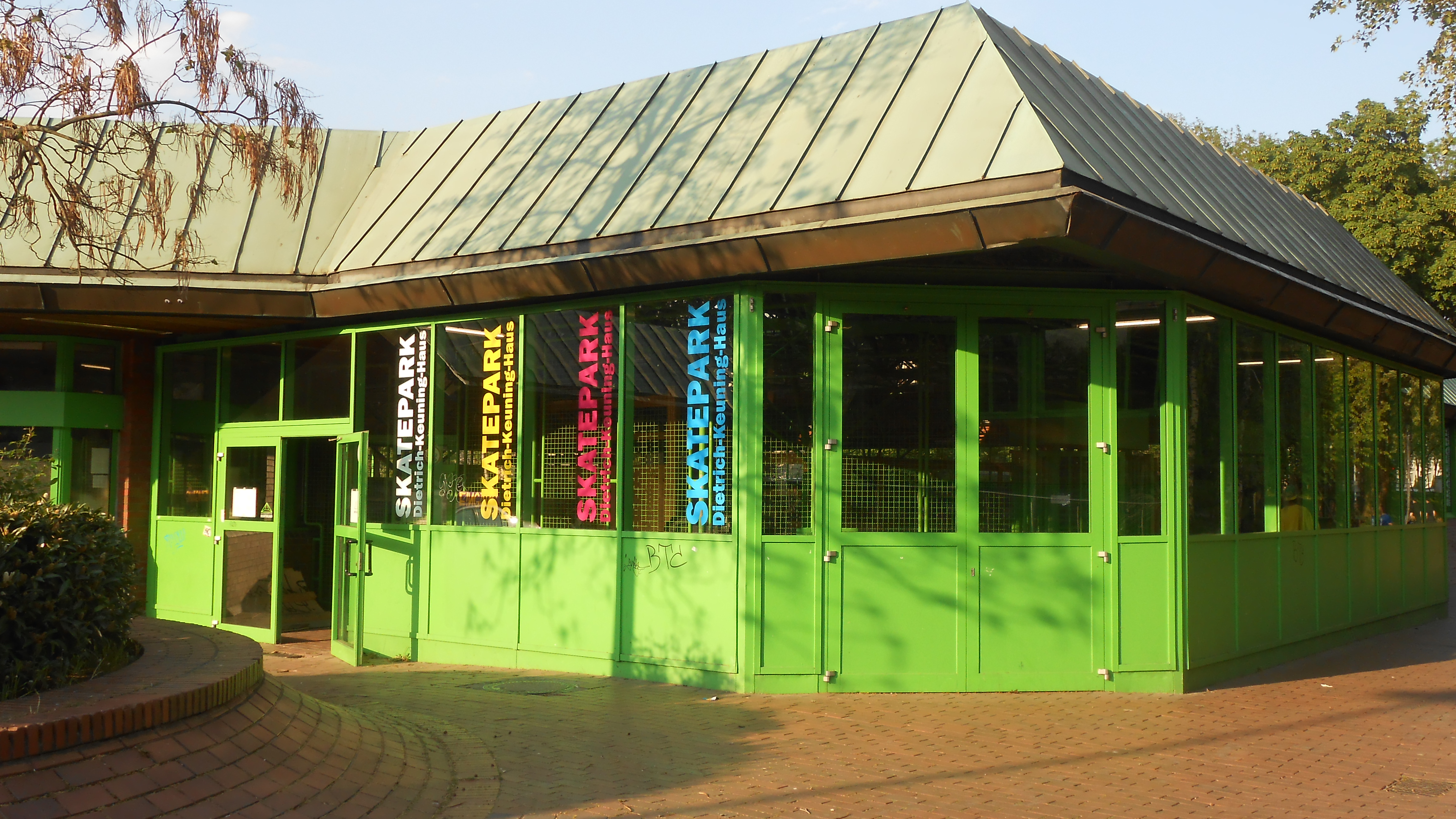
Skatepark Dietrich-Keuning-Haus
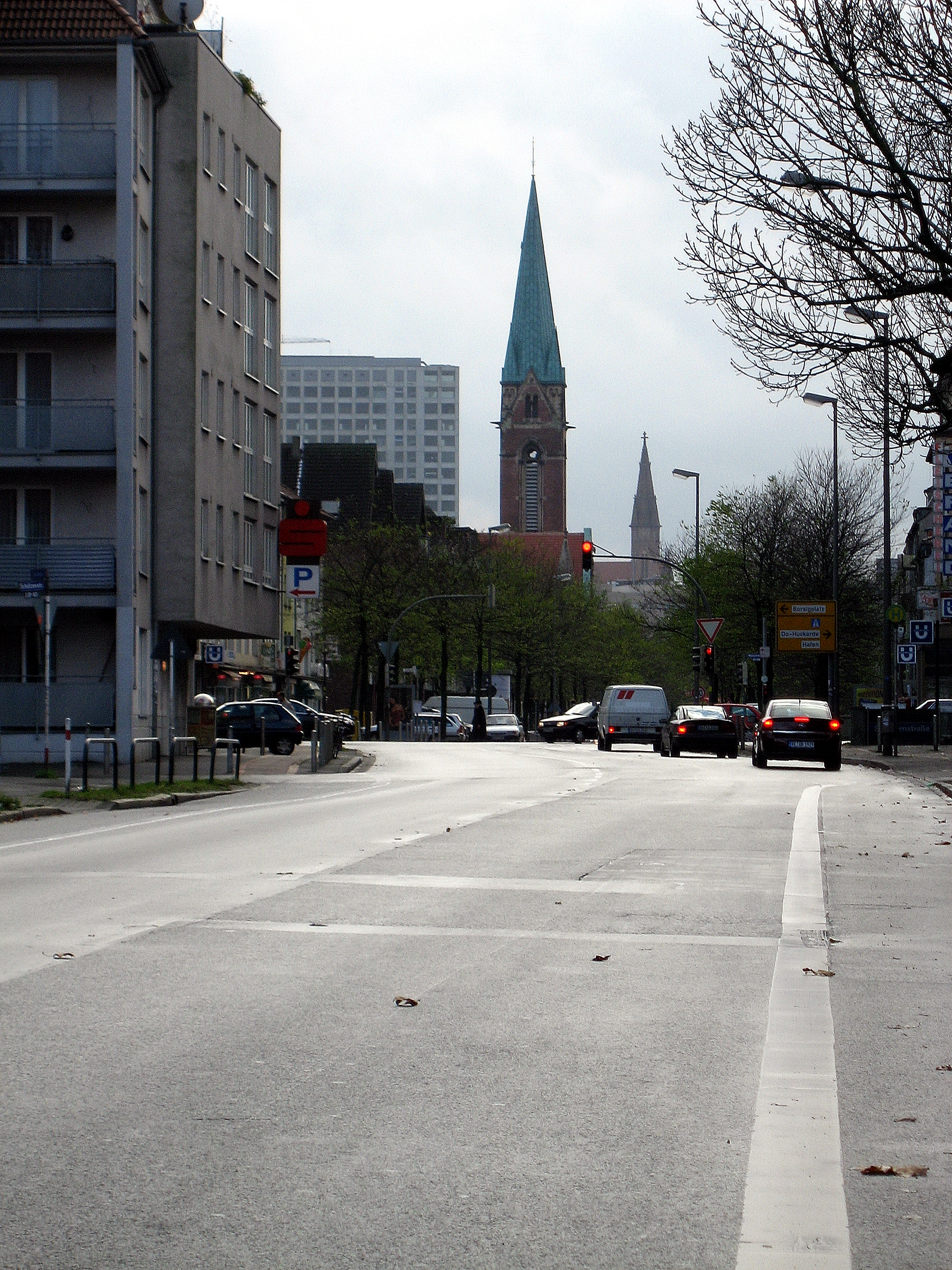
Schützenstraße

## Rotlichtviertel
Ein sehr kleiner Teil der Dortmunder Nordstadt ist zudem Standort der Dortmunder Prostitution: Das Rotlichtviertel in der Linienstraße und die ehemalige Straßenprostitution in der Ravensberger Straße (im Gewerbegebiet Bornstraße-Ost) sind bzw. waren über Dortmund hinaus bekannte Anlaufstellen für Freier. Um den Nordmarkt befand sich früher auch die Dortmunder Drogenszene, die hier, seit sie von der Brückstraße abgewandert war, als das neue Konzerthaus gebaut wurde, einen Platz gefunden hatte, inzwischen aber nach heftigen Bürgerprotesten durch starke Polizeipräsenz kaum noch in Erscheinung tritt.
Seit dem 16. Mai 2011 ist das gesamte Dortmunder Stadtgebiet Sperrbezirk, mit Ausnahme einer Bordellstraße und einzelner Bordelle. Der ehemalige Straßenstrich wird seitdem stark kontrolliert, die seit 2006 aufgebaute Infrastruktur (die so genannten Verrichtungsboxen) wurde sofort nach Inkrafttreten der Sperrbezirksverordnung abgerissen. Insbesondere in der Anfangsphase wurde das Verbot der Straßenprostitution mit einem Großaufgebot an Polizei und Ordnungsamt durchgesetzt.

## Die Nordstadt im Film
- Nordstadt. 2005. Regisseur: Michael Kupczyk
- Rap, Koran und Oma Bonke. Nordstadt – Ein deutsches Viertel. Dreiteilige ZDF-Dokumentation. 2007.
- Leben im Brennpunkt. Dortmund-Nordstadt. 2008.
- Tatort, Folge 848 Mein Revier, ARD/WDR 2012.
- Deutschlands neue Slums – Das Geschäft mit den Armutseinwanderern, ARD/WDR 2013.
- Marija. 2016. Regisseur: Michael Koch
- Mein Land, Dein Land – Ein Kiez, zwei Gesichter. Zweiteilige ZDF-Dokumentation 2017.
- Brennpunkt Deutschland: Dortmund, Nordstadt[39]. ZDF-Reportage 2020.